# Krzysztof Trębski
Krzysztof Trębski – polski dziennikarz prasowy i telewizyjny, w 2009 szef redakcji Wiadomości TVP.
Od 1999 roku pisał dla Wprost, do marca 2009 kierował w nim działem biznesowym. W kwietniu 2009 powołany na stanowisko zastępcy szefa redakcji Wiadomości, którym szefował jego redakcyjny kolega Jan Piński. 1 lipca został kierownikiem redakcji w miejsce Pińskiego, pełnił funkcję do 1 października, kiedy to tymczasowo zastąpiła go Marzena Paczuska-Tętnik. Od 2010 roku jest doradcą ds. mediów w Dyrekcji Generalnej Lasów Państwowych.